# Labastide-de-Lévis
Labastide-de-Lévis település Franciaországban, Tarn megyében. Lakosainak száma 963 fő (2022. január 1.). Labastide-de-Lévis Fayssac, Bernac, Castelnau-de-Lévis, Lagrave, Marssac-sur-Tarn, Rivières és Senouillac községekkel határos.

## Népesség
A település népességének változása:
| Lakosok száma | 959  | 912  | 930  | 909  | 924  | 937  | 950  | 958  | 963  |
|               | 2013 | 2015 | 2016 | 2017 | 2018 | 2019 | 2020 | 2021 | 2022 |